# De zwarte kat (hoorspel)
De zwarte kat is een hoorspel naar het verhaal The Black Cat (1843) van Edgar Allan Poe. De KRO zond het uit op vrijdag 26 december 1986. De regisseur was Johan Dronkers. Het hoorspel duurde 25 minuten.

## Rolbezetting
- Jules Croiset (verteller)

## Inhoud
De ik-figuur zit in een gevangeniscel en vertelt een verhaal over horror en moord. Hij was ooit een dierenliefhebber, had verscheidene huisdieren en leidde samen met hen en zijn vrouw een rustig leven. Door de negatieve invloed van de alcohol, die hij steeds meer ging gebruiken, begon hij de huisdieren te verachten. Zijn lievelingsdier, een grote zwarte kat, beet hem op een avond en in zijn woede stak hij het beest een oog uit. Een tijd later hing hij het zelfs op. Al snel wilde hij echter een nieuwe kat en hij vond er een die goed op de vorige leek, op één detail na: op haar borst had ze een witte vlek die na verloop van tijd duidelijk de omtrekken van een galg kreeg.